# Chavdar

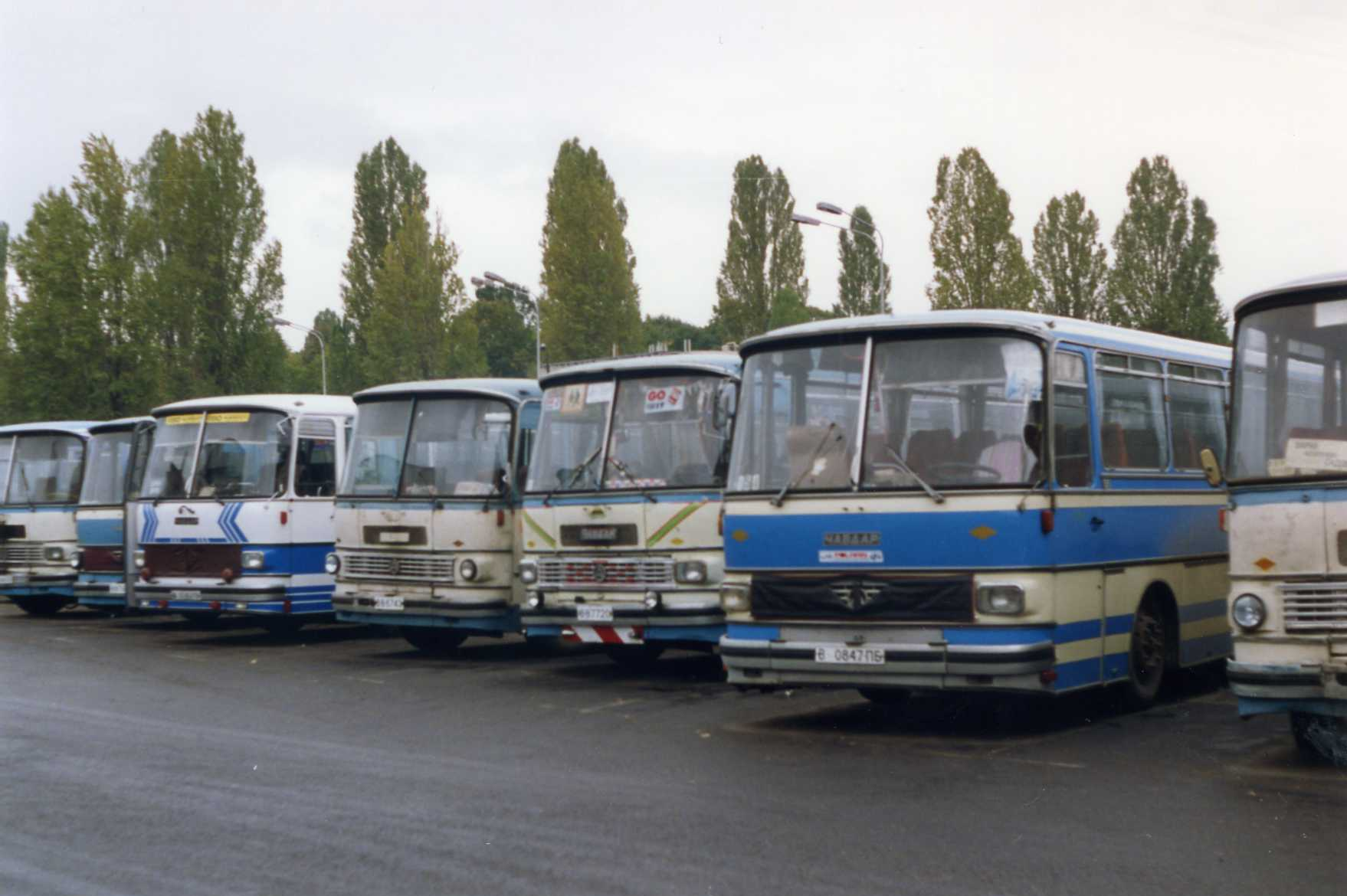
Chavdars in 1993.

Chavdar (Bulgaars: Чавдар) was een Bulgaarse bouwer van carrosserieën van bussen uit Botevgrad.
Het bedrijf werd gesticht door Racho Dzhambov en het bedrijf produceerde in de jaren 1927 tot 1947 bussen (totale productie circa 200 stuks) op basis van chassis van Ford Motor Company, Mercedes-Benz en Dodge. In 1948 werd het bedrijf genationaliseerd en daarna werd het merk (als een vorm van badge-engineering) tot 1999 gebruikt op aangepaste Setra-bussen.
De naam Chavdar is naar verluidt afkomstig van een legendarische Bulgaarse volksheld uit de tijd dat Bulgarije werd overheerst door het Ottomaanse rijk.